# Guaranita goloboffi
Guaranita goloboffi är en spindelart som beskrevs av Huber 2000. Guaranita goloboffi ingår i släktet Guaranita och familjen dallerspindlar. Inga underarter finns listade i Catalogue of Life.